# Santuario de Chimayó
El Santuario de Chimayó es un santuario religioso católico de época del virreinato de Nueva España del siglo XIX, situado en la localidad de Chimayó, Nuevo México, EE. UU.
Se trata del segundo centro de peregrinación católica en los Estados Unidos, con 300.000 visitas anuales, sólo por detrás de Nuestra Señora de La Monserrate (Puerto Rico).  

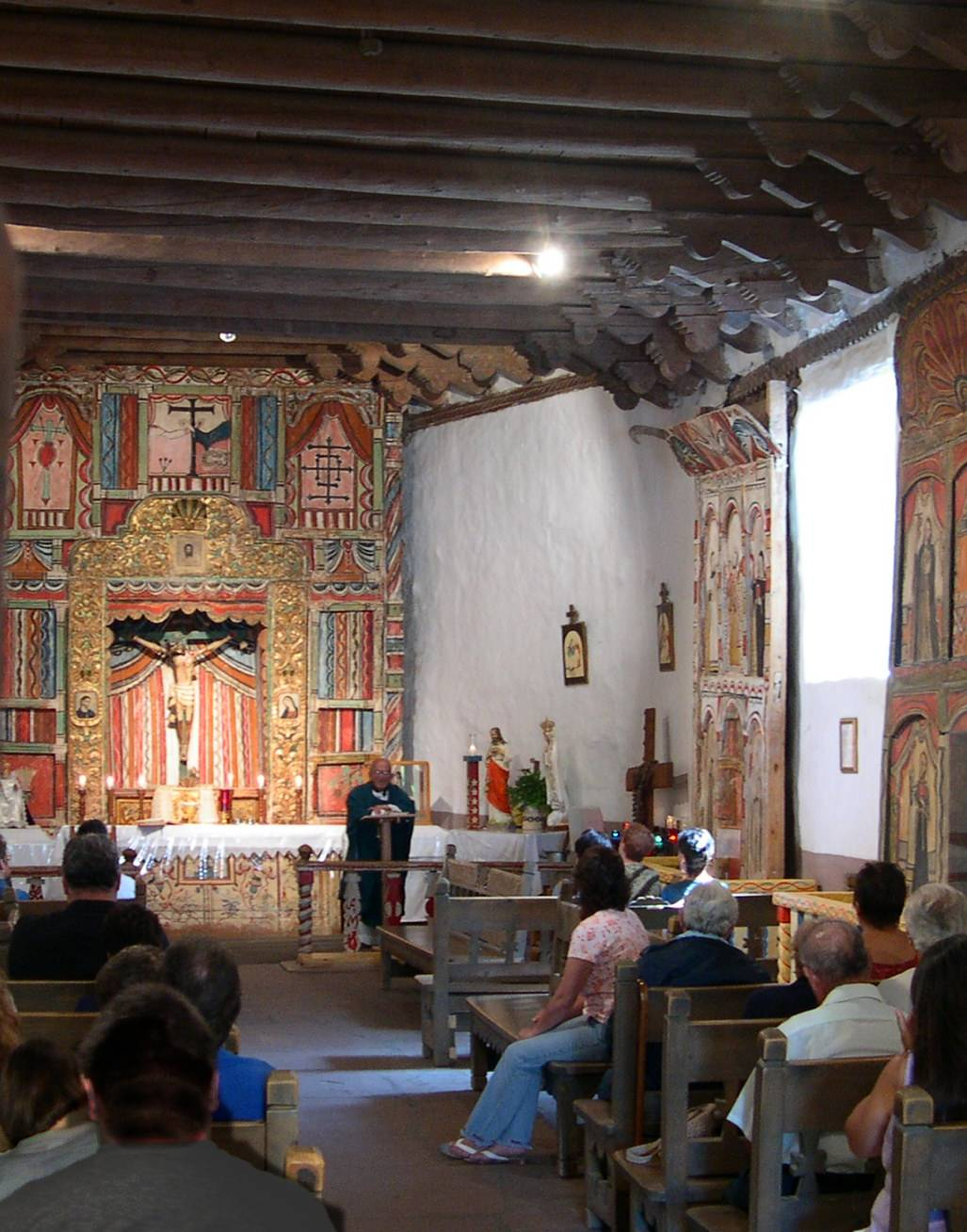
Interior de El Santuario de Chimayó

## Historia
Sus orígenes se encuentran en la época de la lejana provincia española de Santa Fé de Nuevo México, la más septentrional del virreinato de Nueva España, donde era habitual que los vecinos se encargaran de la construcción de sus capillas.

La capilla original de Chimayó fue edificada en 1810 por Don Bernardo Abeyta para las diecinueve familias de El Potrero de Chimayó. Abeyta era cofrade de Los Penitentes o Los Hermanos de la Fraternidad Piadosa de Nuestro Padre Jesús Nazareno quienes practicaban la autoflagelación. Además, era devoto del Cristo de Esquipulas, cuya Catedral basílica de Esquipulas (Chiquimula, Guatemala) en la entonces Capitanía General de Guatemala es un sitio de peregrinaje conocido por sus aguas milagrosas y curativas. El 15 de noviembre de 1813 solicitó la mediación del padre Sebastián Álvarez de la iglesia de Santa Cruz de la Cañada (Española, Nuevo México) ante el obispo de Durango para ampliar la capilla para acoger a todos los fieles que se congregaban para oír misa. La nueva iglesia de adobe y madera comenzó a construirse en 1814 durante la época de inestabilidad que precedió a la Independencia de México.

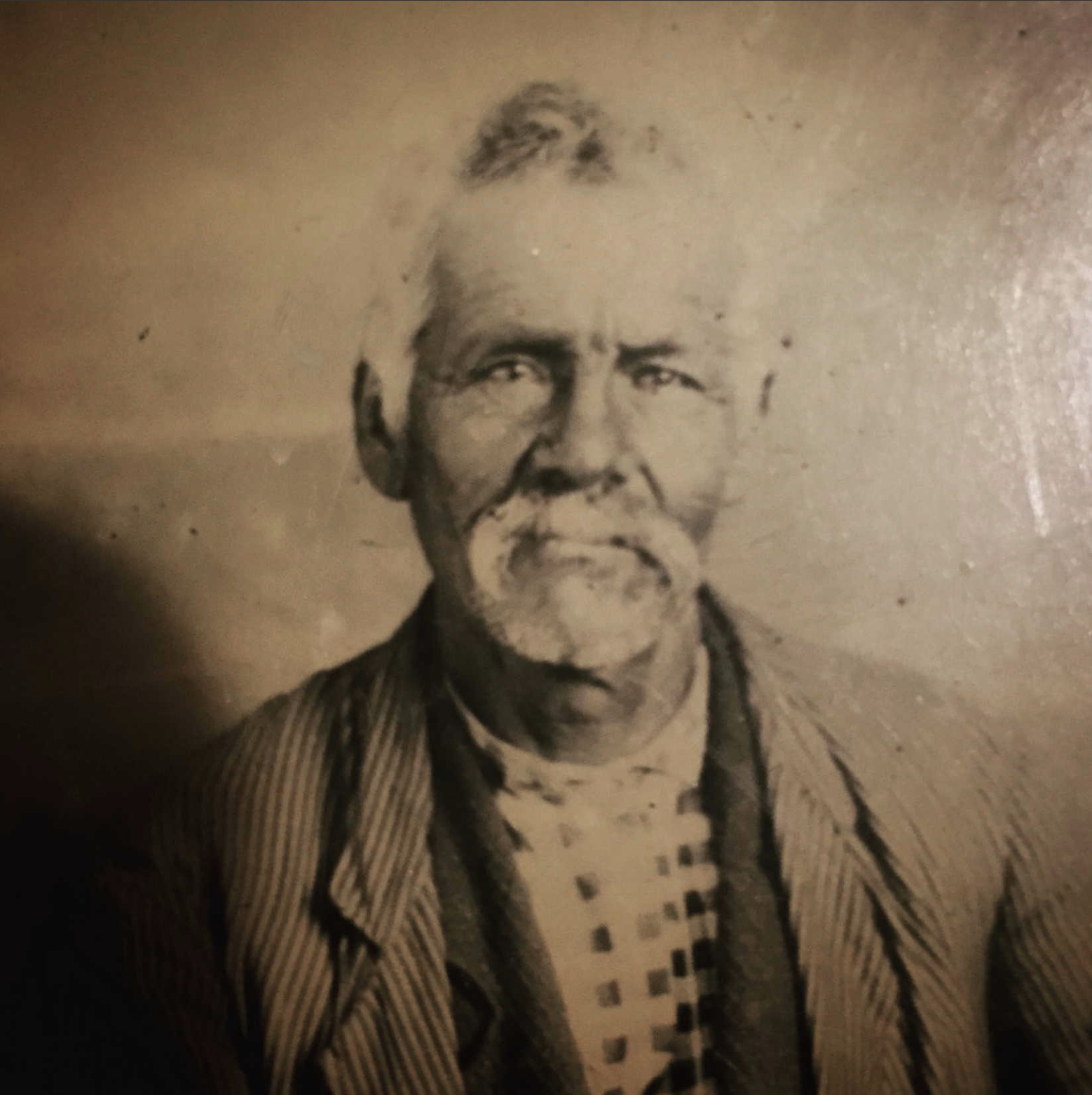
Bernardo Abeyta, constructor de la primera capilla, fotografiado en 1850

El santuario se mantuvo como propiedad de la familia Abeyta hasta 1915, cuando fue vendido por los herederos de Carmen Abeyta de Chaves. En 1929 el templo fue adquirido mediante donación de la Spanish Colonial Arts Society por la Arquidiócesis de Santa Fe.

## Descripción
El santuario data de 1814, edificado en adobe y madera en una sola nave en estilo colonial español. La portada consta de dos torres y el interior mantiene excepcionales ejemplos de arte popular de época española en Nuevo México. En el altar se encuentra la escultura del Cristo de las Esquipulas.